# Filippo Carcano
Filippo Carcano (Milán, 25 de septiembre de 1840 – 19 de enero de 1914) fue un pintor italiano.

## Biografía
Fue alumno de Francesco Hayez desde 1855 en la Academia de Bellas Artes de Brera, en Milán. Carcano ganó el premio Canonica en 1862. Ganó también el premio Príncipe Umberto en el Triennale de Milán de 1897. En 1899 participó en la III Exposición Internacional de Arte de Venecia. Carcano hizo amigo de Francesco Filippini y Eugenio Gignous, con el que a veces ir a pintar en Gignese.
Los jardines públicos de Porta Venezia se encuentra un monumento dedicado a él, realizado por el escultor Egidio Boninsegna e inaugurado en 1916. 
Entre sus alumnos se encuentra Umberto Bazzoli.

## Obras seleccionadas

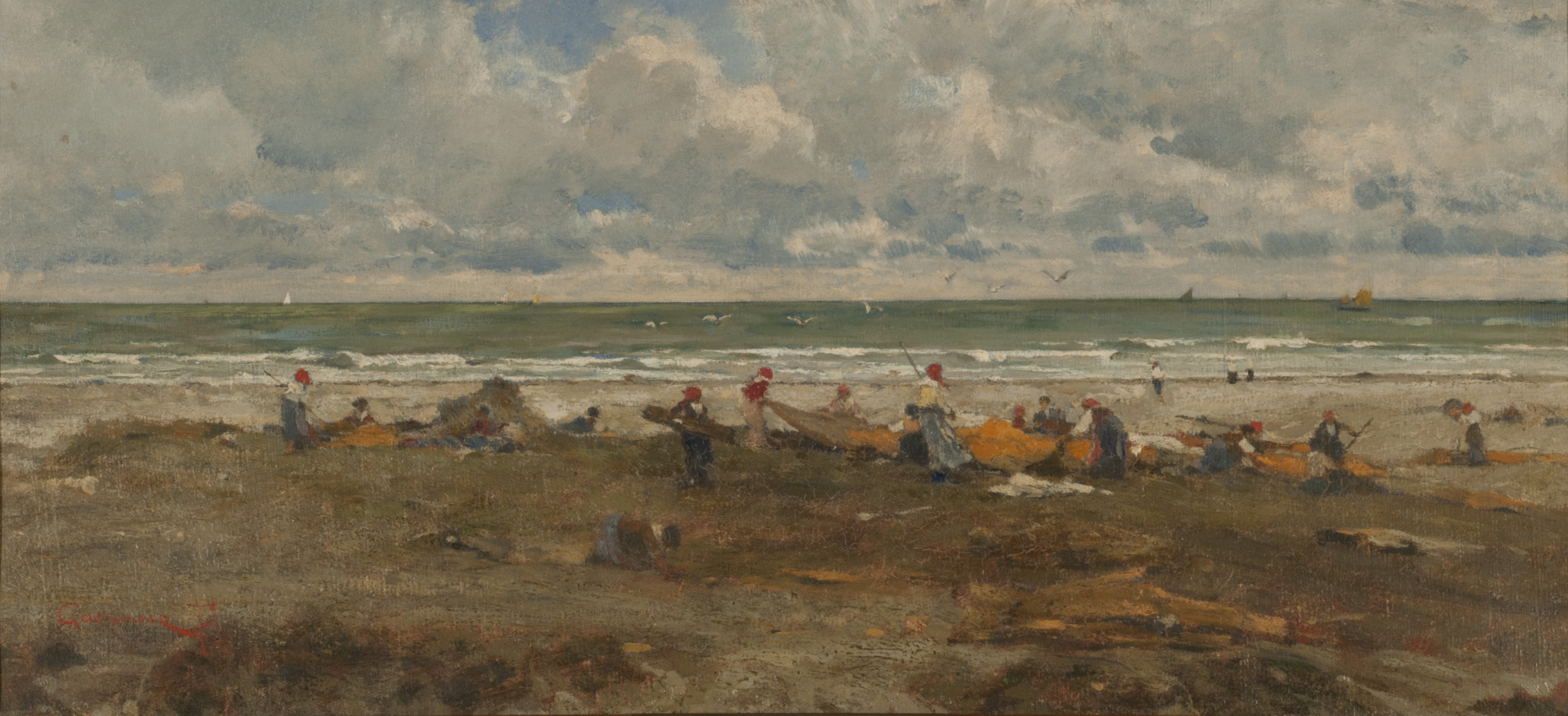
Pescadores en la playa
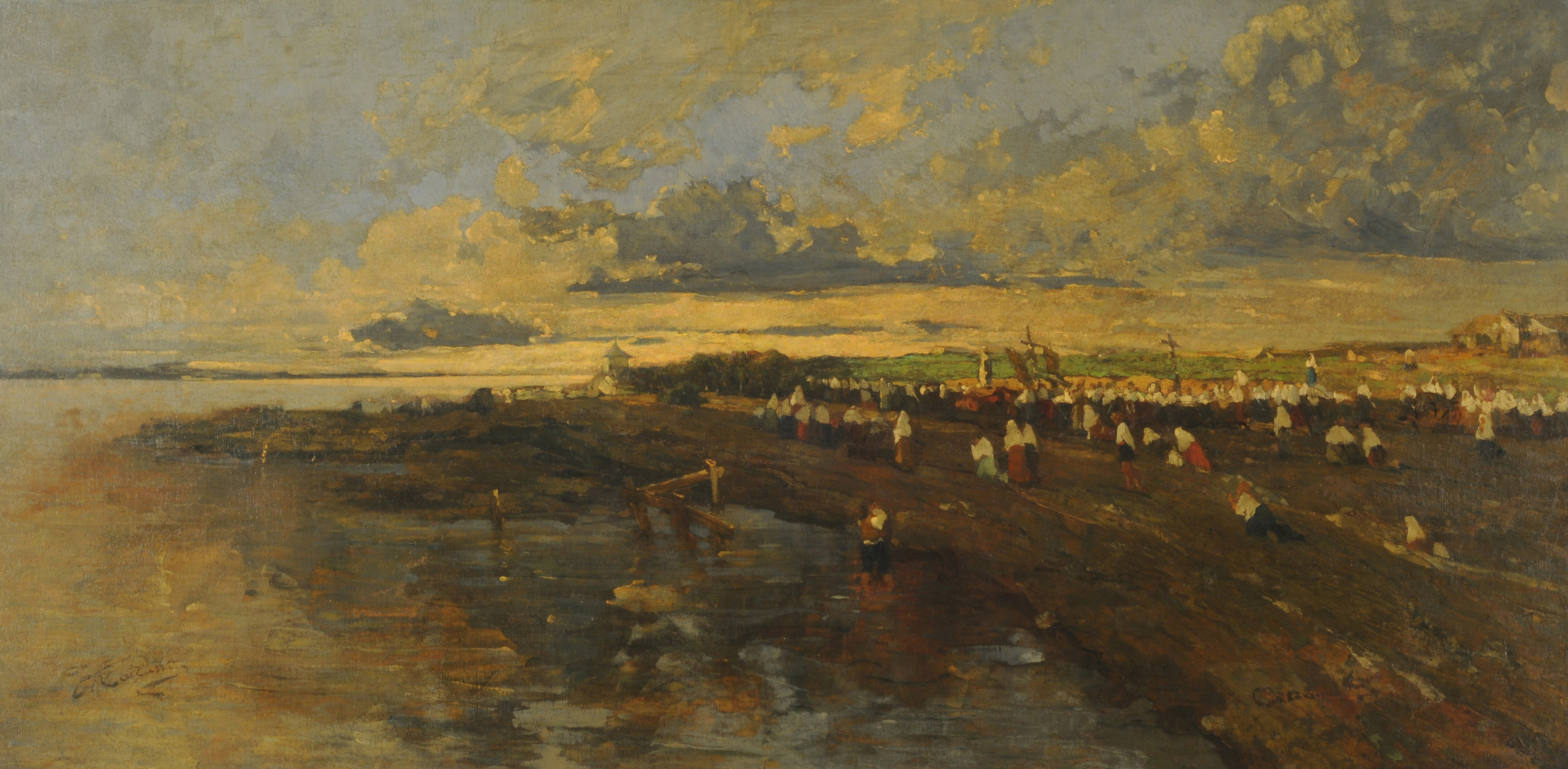
Los creyentes
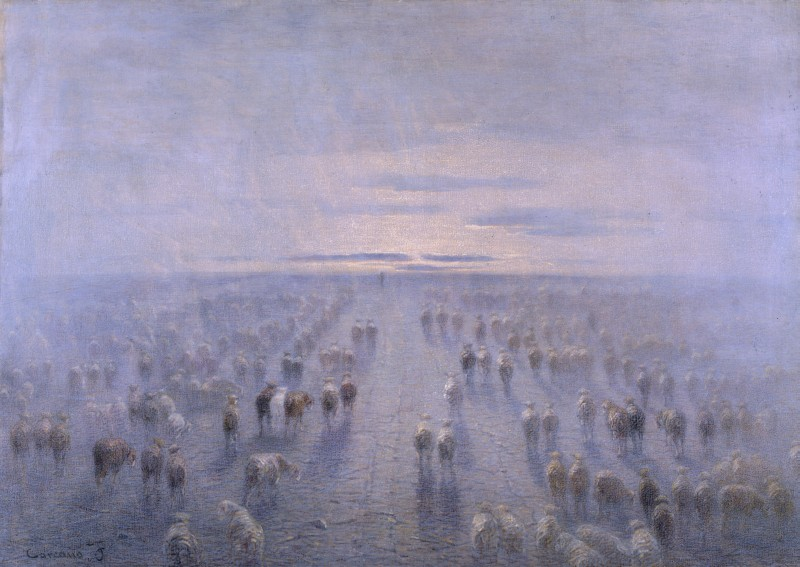
Il gregge (L'Umanità)